# 709e division d'infanterie
 (novembre 2024).
La 709e division d'infanterie (en allemand : 709. Infanterie-Division ou 709. ID) est une des divisions d'infanterie de l'armée allemande (Wehrmacht) durant la Seconde Guerre mondiale.

## Historique

### Création
La 709e division d'infanterie, unité à l'effectif nombreux mais mal équipé, est formée le 2 mai 1941, en tant que division statique d'occupation dans le Wehrkreis IX en tant qu'élément de la 15. Welle (15e vague de mobilisation).
Les divisions statiques occupaient une position de défense fixe, généralement sur un large front (en 1944, 2 000 km de côtes atlantiques étaient couvertes par 23 divisions statiques). Ces unités n'étaient pas formées à la guerre mobile et possédaient en tant que tels un transport mécanisé très limité; tout transport affecté à la division était généralement tiré par des chevaux. De nombreux officiers, sous-officiers et soldats de ces divisions étaient soit d'anciens blessés déclarés inaptes au combat en première ligne, soit des hommes plus âgés souffrant de problèmes de santé et manquant d'expérience au combat ou encore des prisonniers de guerre enrôlés.

Ces unités sont chargées de remplir des fonctions spécifiquement statiques de troupe de garnison en territoire occupé et plus spécialement en France. 
En novembre de la même année, la 709. ID est envoyée en Bretagne subordonnée au XXV. Armeekorps de la 7. Armee du Heeresgruppe D.

### Opérations
Au printemps 1943, la 709e division d'infanterie est réinstallée à Cherbourg sous la responsabilité du LXXXIV. Armeekorps, toujours de la 7. Armee. C'est une unité de défense côtière chargée de protéger les rivages est et nord de la presqu'île du Cotentin qui comprenait les futurs sites du débarquement : Utah Beach et les zones d'atterrissage aéroportées américaines. Son secteur s'étend sur plus de 250 km, du nord-est de Carentan, jusqu'à l'ouest de Barneville zone comprenant Barfleur, Cherbourg et le Cap de la Hague.
La division comprenait un certain nombre d'Ostlegionen composées d'un mélange de volontaires, de conscrits et d'anciens prisonniers de guerre soviétiques qui avaient choisi de combattre dans l'armée allemande plutôt que de subir les dures conditions de détention dans les camps. Deux bataillons de l'Infanterie-Regiment 739 étaient des bataillons géorgiens encadrés par des officiers et sous-officiers allemands.
Bien que renforcée, le 6 octobre 1943, par l'arrivée du 919e régiment d'infanterie, appartenant jusqu'alors à la 242e division d'infanterie, la 709e n'en demeure pas moins une unité aux effectifs trop faibles[Passage contradictoire] et surtout trop âgés : en 1944, l'âge moyen de ses hommes s'élève à 36 ans.
Au moment du débarquement, le commandant de la division était le général Karl-Wilhelm von Schlieben qui avait pris ses fonctions en décembre 1943, après deux ans et demi de commandement continu des unités de combat du front de l'Est, dans les 108. Panzergrenadier-Regiment, 208. Infanteriedivision et 18e Panzerdivision.
Toutefois, lors des combats qui suivirent à la suite du débarquement allié du 6 juin 1944, cette division, de seconde zone, combat avec efficacité et courage contre un adversaire autrement puissant et défend la « forteresse » de Cherbourg jusqu'au 30 juin, jour où son officier commandant, le Generalleutnant (=général de division) Karl-Wilhelm von Schlieben se rend aux forces américaines.
La division est officiellement dissoute le 26 juillet 1944.

## Organisation

### Commandants
| Date                                | Grade                  | Commandant                 |
| ----------------------------------- | ---------------------- | -------------------------- |
| 3 mai 1941 - 15 juillet 1942        | Generalmajor           | Arnold von Beßel           |
| 15 juillet 1942 - 15 mars 1943      | Generalleutnant        | Albin Nake                 |
| 15 mars 1943 - 1er juillet 1943     | General der Artillerie | Curt Jahn                  |
| 1er juillet 1943 - 12 décembre 1943 | Generalmajor           | Eckkard von Geyso          |
| 12 décembre 1943 - 23 juin 1944     | Generalleutnant        | Karl-Wilhelm von Schlieben |

## Théâtres d'opérations
- Allemagne : Mai 1941 - Juin 1941
- France : Juin 1941 - Juin 1944

## Ordre de bataille
1941
- Infanterie-Regiment 729
- Infanterie-Regiment 739
- Artillerie-Abteilung 669
- Pionier-Kompanie 709
- Nachrichten-Kompanie 709
- Versorgungseinheiten 709

1943-1944
- Festungs-Grenadier-Regiment 729 (régiment de grenadiers de forteresse)
- Festungs-Grenadier-Regiment 739
- Grenadier-Regiment 919 (régiment de grenadiers)
- Artillerie-Abteilung 669 (bataillon d'artillerie)
- Pionier-Bataillon 709 (bataillon du génie)
- Panzerjäger-Abteilung 709 (bataillon de chasseurs de chars)
- Nachrichten-Abteilung 709 (bataillon de transmissions)
- Versorgungseinheiten 709 (Unités divisionnaires)